# Carpodetus flexuosus
Carpodetus flexuosus är en tvåhjärtbladig växtart som först beskrevs av Ridley, och fick sitt nu gällande namn av John Raymond Reeder. Carpodetus flexuosus ingår i släktet Carpodetus och familjen Rousseaceae. Inga underarter finns listade i Catalogue of Life.